# Dia (Mali)
Pour les articles homonymes, voir Diaka (Mali).
Dia (commune de Diaka) (ou Diaka ou Diakha) est un village et une commune  Malienne situé entre les villes de Diafarabé et Ténenkou dans le cercle de Ténenkou, région de Mopti au centre du Mali.
La ville est principalement peuplée par les Bozo. Les bozo sont les plus anciens habitants du Delta central du Niger, pêcheurs, leur capitale est Dia, dans le Macina

## Histoire
La ville fut créée probablement vers le IIIe ou le VIe siècle av. J.-C. Ville islamique, à la suite des fouilles archéologiques menées de 1998 à 2003, le gouvernement du Mali décrète Dia comme la plus vieille ville habitée du Mali.
Dia est l'une des villes les plus anciennement islamisées du Mali " les deux villes les plus anciennement islamisées, Dia, véritable centre commercial qui, après la fondation de Walata, devient le relais obligatoire entre cette ville et Niani la capitale du Mali (empire) ; Mima, entre les lacs Faguibine et Débo, contrôlée en 1433 par les touaregs. Éclipsées par Tombouctou et Djenné, Dia et Méma restent des foyers importants, où l'islam s'africanise."
Djibril Tamsir Niane, dans Soundjata ou l'épopée mandingue, décrit Dia comme la ville des marabouts au XIIIe siècle de notre ère.

## Économie

### Ses principales activités sont l'agriculture et la pêche.
Langues : 
La langue parlée à Dia est le bozo

## Population
Selon le recensement à caractère administratif de 2009, la population de Dia est estimée à 19 763 hab. (2009)